# 中島優斗
中島 優斗（なかじま ゆうと、1998年〈平成10年〉3月31日 - ）は日本のアイドル、俳優。+1(PLUS ONE)のメンバー。
埼玉県出身。リクエンターテイメント所属。

## 来歴
学生時代はサッカー部に所属していた。
芸能界を目指したきっかけは、学生時代にドラマ等を見て感情を動かされたから。
以前所属していた事務所はアイドル専門事務所だったが、俳優業にも力を入れたいという思いからAtoMエンターテイメントに移籍 後、現在のリクエンターテイメントに移籍。 
2022年2月28日にCoLoN:に加入し、2024年1月12日に卒業。
2024年2月4日より+1(PLUS ONE)のメンバーとしてデビューした。

## 人物
趣味はカフェ巡り、サッカー鑑賞、少女漫画。
特技はサッカーを挙げている。

## 出演

### 舞台
- ママと僕たち〜たたかえ!!泣き虫BABYS 〜（2016年7月8日 - 18日、AiiA 2.5 Theater Tokyo / 2016年7月22日 - 24日 梅田芸術劇場 シアター・ドラマシティ） - バブーズjr役[6]
- ときめきステーショナリーズ再演（2020年12月29日 - 12月31日、GOTANDA G2） - 黄昏ユウガ役[7]
- 雨降る正午、風吹けば（2021年2月21日・2月23日、GOTANDA G2）柳秀明役[8]
- ドラマチックライブステージ「アイドルマスターSideM」（2022年6月16日 - 26日、天王洲 銀河劇場）花園百々人役[9]
- WBB vol.21「いえないアメイジングファミリー」（2022年12月21日 - 24日、俳優座劇場）悪霊役[1][10]
- 舞台「華Doll* THE STAGE」如月薫役[11][12]
  - 舞台「華Doll* THE STAGE -Another Universe-」（2023年3月16日 - 26日、アニメイトシアター）[11]
  - 舞台「華Doll* THE STAGE-Another Universe- Part.Ⅱ」（2023年10月28日 - 2023年11月5日、アニメイトシアター）[12]

## ディスコグラフィ

### キャラクターソング
- ドラマチックライブステージ『アイドルマスター SideM』 ST@GE SONG COLLECTION（2022年10月19日、ASOBINOTES） - 花園百々人 役
  - 「Don't U Worry」
  - 「Our Colorful Stage!!!」
  - 「DRIVE A LIVE（ドラマチックライブステージver.）」